# Jónas Sævarsson
Pour les articles homonymes, voir Sævarsson.
Jónas Guðni Sævarsson est un footballeur islandais, né le 28 novembre 1983 à Keflavík en Islande. Il évolue comme milieu offensif.

## Palmarès
ÍBK Keflavík
- Vainqueur de la Coupe d'Islande (2) : 2004, 2006

 KR Reykjavík
- Vainqueur de la Coupe d'Islande (1) : 2008